# Loredana Bertè
Pour les articles homonymes, voir Loredana.
Loredana Bertè née le 20 septembre 1950 à Bagnara Calabra, dans la province de Reggio de Calabre, en Calabre) est une chanteuse italienne.

## Biographie
Loredana Bertè naît le 20 septembre 1950 à Bagnara Calabra, trois ans après sa sœur la chanteuse Mia Martini.
Son père, Giuseppe Radames Bertè, et sa mère Maria Salvina Dato, sont professeurs à l’école supérieure. Sa famille est constituée de: Leda (1er janvier 1946), Domenica (20 septembre 1947), Loredana (20 septembre 1950) et Olivia (28 janvier 1958).
Après avoir passé son enfance à Porto Recanati, dans la région italienne des Marches, elle déménage à Rome en 1963, après le divorce de ses parents, avec sa mère et ses sœurs. Elle commence sa carrière comme danseuse dans un établissement typiquement romain, le Piper Club.
Dans les années 1970, Loredana Bertè gagne en popularité et dans les années 1980, elle enchaîne les succès.
De 1989 à 1992, elle est mariée au champion de tennis suédois Björn Borg. Après s'être séparée de Björn Borg, Loredana Bertè retourne en Italie, et sa carrière prend un nouveau tournant. En 1995 sa sœur Mia Martini décède.
En 2002, elle participe au festival de Sanremo avec Dimmi che mi ami. En 2004, elle participe à Musicfarm et en 2005 produit Babybertè (it).
En 2019, elle participe à nouveau au festival de Sanremo, avec Cosa ti aspetti da me. Elle finira 4e.
Entre novembre et décembre 2020, elle devient coach de la première édition du nouveau programme The Voice Senior, diffusé par la Rai.
Le 2 mars 2021, elle est invitée à la première soirée du Festival de Sanremo 2021, où elle présente un medley de ses célèbres chansons et interprète pour la première fois le nouveau single Figlia di.

## Collaborations
Loredana Bertè est amie du chanteur italien Renato Zero.
En 1970, Loredana et sa sœur Mia Martini, ont enregistré les voix de l'album Per un pugno di samba di Chico Buarque de Hollanda.
L'année suivante, Loredana a aussi chanté dans l'album de sa sœur Oltre la collina, avec Claudio Baglioni.
Le chanteur et compositeur Ivano Fossati a écrit de deux de ses plus grands succès: Dedicato (1978) et Non sono una signora (1982). Fossati a également produit les albums Traslocando (1982), Jazz (1983) et Savoir faire (1984).
D'autres ont écrit pour Loredana Bertè : Pino Daniele, Vasco Rossi, Enrico Ruggeri, Mango, Ron, Biagio Antonacci ed Edoardo Bennato.
En 2008, Loredana a chanté avec Ivana Spagna la chanson Musica e parole (Festival de Sanremo).
En 2012, elle a participé au Festival de Sanremo en tandem avec Gigi D'Alessio.
En 2019, elle interprète avec Fabio Rovazzi et J AX Senza Pensieri.

## Discographie

### Albums
- 1974 : Streaking
- 1976 : Normale o super
- 1977 : TIR
- 1979 : Bandaberté
- 1980 : LoredanaBertE'
- 1981 : Made in Italy
- 1982 : Traslocando
- 1983 : Lorinedita
- 1983 : Jazz
- 1984 : Savoir faire
- 1985 : Carioca
- 1986 : Fotografando... i miei successi
- 1988 : Io
- 1991 : Best
- 1993 : Ufficialmente dispersi
- 1994 : Bertex - Ingresso libero
- 1995 : Ufficialmente ritrovati
- 1997 : Un pettirosso da combattimento
- 1998 : Decisamente Loredana
- 2002 : Dimmi che mi ami
- 2005 : Babyberté
- 2007 : BabyBerté live 2007
- 2008 : Bertilation
- 2009 : Lola & Angiolina Project
- 2016 : Amici non ne ho... ma amiche si !
- 2018 : LiBerté
- 2021 : Manifesto

### Singles
- 1963 : Se la cercherai/Moscacieca twist (sous le nom Loredana)
- 1974 : Volevi un amore grande/Parlate di moralità
- 1975 : Sei bellissima/Spiagge di notte
- 1976 : Meglio libera/Indocina
- 1977 : Fiabe/Anima vai
- 1977 : Grida/Ricominciare
- 1978 : Dedicato/Amico giorno
- 1979 : E la luna bussò/Folle città
- 1980 : In alto mare/Buongiorno anche a te
- 1981 : Movie/La goccia
- 1982 : Non sono una signora/Radio
- 1982 : Per i tuoi occhi/I ragazzi di qui
- 1985 : Acqua/Banda clandestina
- 1986 : Re/Fotografando
- 1988 : Io/Proiezioni
- 1991 : In questa città/Io non ho
- 1983 : Stiamo come stiamo/Dormitorio pubblico (Face A: avec sa sœur Mia Martini)
- 1994 : Amici non ne ho

## Théâtre
- 1970 : Hair (Musical)
- 1972 : Ciao Rudy (Musical)
- 1973 : Orfeo 9 (Musical)
- 1974 : Forse sarà la musica del mare (Opéra théâtral)
- 2001 : Gerusalemme (Musical)

## Filmographie
- 1970 : Quelli belli...siamo noi
- 1970 : Basta guardarla
- 1975 : Attenti al buffone
- 1976 : Movie Rush – La febbre del cinema (jamais sorti)
- 1976 : Le Patron et l'Ouvrier (Il padrone e l'operaio) de Steno
- 1983 : L'Histoire de Piera (Storia di Piera), non créditée
- 2021 : Addio al nubilato, sous la direction Francesco Apolloni
- 2021 : Ancora più bello, sous la direction de Claudio Norza
- 2021 : Positivə, sous la direction de Alessandro Redaelli - documentaire
- 2022 : Sbagliata ascendente leone, sous la direction de BENDO

## Publicité
- 1972 – 1974 : Amaro Ramazzotti (à l'intérieur Carosello)
- 1982 – 1984 : Charms (it)
- 1984 – 1985 : Rosso Antico (it), Ignis et Bio Scala
- 1989 : Autobianchi Y10

## Participations à desfestivals de musique

### Festival de Sanremo
- 1986 : Re (A. Mango, Mango) - 9e place;
- 1988 : Io (Tony Cicco (it)) - 16e place;
- 1991 : In questa città (Pino Daniele) - 4e place (tous à égalité avec l'exception du podium);
- 1993 : Stiamo come stiamo avec la sœur Mia Martini (M. Piccoli, L. Berté) - 14e place;
- 1994 : Amici non ne ho (L. Berté, P. Leòn) - 13e place;
- 1995 : ANGELI & angeli (L. Berté, P. Leòn) - 19e place;
- 1997 : Luna (M. Piccoli, L. Berté, M. Piccoli) - 20e place;
- 2002 : Dimmi che mi ami (P. Leòn, C. Tortora, D. Latino) - 17e place;
- 2008 : Musica e parole (L. Bertè, O. Avogadro, A. Radius) - Éliminée;
- 2012 : Respirare (L. Berté, G. d'Alessio) - 4e place.
- 2019 : Cosa ti aspetti da me - 4e place
- 2024 : Pazza - 7e place

### Festivalbar
- Festivalbar 1974: Volevi un amore grande;
- Festivalbar 1979: E la luna bussò;
- Festivalbar 1980: In alto mare;
- Festivalbar 1982: Non sono una signora;
- Festivalbar 1985: Acqua, Banda clandestina, Topazio, Infinito, Ragazzo mio, Iris, Non sono una signora et Sei bellissima;
- Festivalbar 1986: Fotografando
- Festivalbar 1988: Angelo Amerikano et La corda giusta;
- Festivalbar 1993: Mi manchi;
- Festivalbar 1997: La pelle dell'orso.

### Azzurro
- Azzurro 1982: Non sono una signora;
- Azzurro 1985: Banda clandestina;
- Azzurro 1986: Fotografando;
- Azzurro 1988: Angelo Amerikano.

### Vota la voce
- Vota la voce 1977: Fiabe;
- Vota la voce 1980: In alto mare;
- Vota la voce 1982: Non sono una signora;
- Vota la voce 1983: Il mare d'inverno;
- Vota la voce 1984: Una sera che piove;
- Vota la voce 1985: Acqua;
- Vota la voce 1986: Fotografando;
- Vota la voce 1988: La corda giusta.